# وقتی که خدا یک زن بود
وقتی که خدا یک زن بود (انگلیسی: When God Was a Woman) عنوان آمریکایی کتابی است که توسط مجسمه‌ساز و مورخ هنر مرلین استون در سال ۱۹۷۶ منتشر شد.
استون تقریباً ده سال را صرف تحقیق در مورد تصاویر کمتر شناخته شده و گاه پنهان زنانه مقدس از جوامع اروپایی و خاورمیانه کرد تا برای تکمیل این کار آماده شود. در این کتاب، او این بازتاب‌های کهن‌الگوی زنان را به‌عنوان رهبران، نهادهای مقدس و مادرسالاران خیرخواه توصیف می‌کند، و همچنین آن‌ها را در تصویر بزرگ‌تری از چگونگی رشد جوامع مدرن ما به وضعیت نامتعادل کنونی می‌بافد. احتمالاً بحث‌برانگیزترین ادعای بحث‌برانگیز در کتاب تفسیر استون از این است که چگونه جامعه مادرسالار صلح‌آمیز و خیرخواهانه و سنت‌های ایزدبانو (از جمله مصر باستان) توسط قبایل باستانی از جمله عبرانیان و بعداً مسیحیان اولیه مورد حمله، تضعیف و در نهایت نابودی تقریباً کامل قرار گرفتند. برای انجام این کار، آنها سعی کردند هر نماد قابل مشاهده ای از زنانه مقدس، از جمله آثار هنری، مجسمه‌سازی، بافته‌ها و ادبیات را از بین ببرند. دلیل آن این بود که آنها می‌خواستند مرد مقدس به قدرت غالب تبدیل شود و بر زنان و انرژی‌های الهه حکومت کند. به گفته استون، تورات یا عهد عتیق از بسیاری جهات تلاشی مردانه برای بازنویسی داستان جامعه بشری، تغییر نمادگرایی زنانه به مردانه بود.